# توموکو ایشیمورا
توموکو ایشیمورا (انگلیسی: Tomoko Ishimura؛ زادهٔ ۲۴ فوریهٔ ۱۹۷۲) صداپیشه اهل ژاپن است.